# أنطون شوت
أنطون شوت (بالألمانية: Anton Schott)‏ هو مغني أوبرا ألماني، ولد في 24 يونيو 1846، وتوفي في 6 يناير 1913 في شتوتغارت في ألمانيا.